# アグネス・チャン
アグネス・チャン（1955年8月20日 - ）は、香港生まれ、香港出身の歌手、エッセイスト、平和・人権活動家。カトリック信徒で、「アグネス」は聖アグネスにちなむ洗礼名である。本名は陳 美齡（ちん みれい、北京語：チェン・メイリン、広東語：チャン・メイリン）。英語名はAgnes Miling Kaneko Chan、日本名は金子 陳 美齢（かねこ チャン メイリン）、
メリーマウント中学（瑪利曼中學）、トロント大学卒業。1992年6月スタンフォード大学大学院教育学博士課程を修了。1994年には博士号が授与された。初代日本ユニセフ協会大使（UNICEF国内大使）を経て、2016年より国際連合（UN）の機関である国際連合児童基金（UNICEF）の東アジア太平洋地域親善大使（UNICEF地域大使）。血液型AB型。初代「ほほえみ大使」も務める。2018年春の叙勲で旭日小綬章を受章。

## 概要
1972年、代表曲の一つである「ひなげしの花」で、日本での歌手デビューを果たす。高く澄んだ歌声と愛くるしいルックス、たどたどしいが一生懸命日本語で歌う姿が受けて、一躍人気アイドルとなった。日本ではその後も「草原の輝き」、「小さな恋の物語」、「星に願いを」、「ポケットいっぱいの秘密」、「愛の迷い子」、「恋人たちの午後」、「白いくつ下は似合わない」、香港における「The Circle Game」、「香港香港」、「雨中のカーネション」などヒット曲は多く、台湾やアメリカ合衆国などでも音楽活動を行っている。
歌手としての活躍のほか、1998年には初代日本ユニセフ協会大使に就任。2016年には、ユニセフ・アジア親善大使にするなど、ボランティアやチャリティーなどを通じた社会奉仕や貧困や平和についての発言でも知られている。近年ではピンクリボン運動への参加や、香港浸会大学の客員教授としての教育活動も行っている。2017年著書「スタンフォード大学に三人の息子を合格させた50の教育法」が大ヒット。作家としての地位もアジアで高めている。

## 略歴

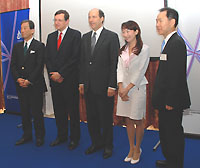
2010年5月25日、日本医療政策機構代表黒川清、駐日英国大使デビッド・ウォーレン、駐日アメリカ合衆国大使ジョン・ルースらと

- 1971年に『Second Folk Album』と題するオムニバスアルバムでジョニ・ミッチェルの「サークル・ゲーム」を姉のアイリーン・チャンとカバー。シングル化されてヒットした。
- 1972年には姉と張徹監督の映画『年輕人』『反叛』に出演、映画が配給されたマレーシア、タイなどの東南アジアでも人気が出るようになった。
- 香港のテレビ番組『Agnes Chan Show』のゲストとして知り合った平尾昌晃によって日本に紹介され、1972年11月25日にワーナーパイオニア（現ワーナーミュージック・ジャパン）より「ひなげしの花」で日本デビュー。当初、香港でのギター弾き語りフォークシンガーのイメージから衣裳はロングであったが、翌年ミニスカートに変えてアイドルに転向、人気が急上昇した。
- 1973年7月発売の「草原の輝き」が日本で大ヒット、同年12月に第15回日本レコード大賞新人賞を受賞。
- 1973年10月発売の「小さな恋の物語」が日本における自身最大のシングル売上を記録し、初のオリコンチャート1位を獲得した。
- 1973年大晦日、NHK総合・ラジオ第1の『第24回NHK紅白歌合戦』に「ひなげしの花」で初出場。その後も1974年・第25回、1975年・第26回まで、『NHK紅白歌合戦』へは3年連続3回出場した。
- アグネスの大成功で、日本の芸能事務所・レコード会社は、以降、香港、台湾、ベトナムなどの東南アジアから美少女を探し出して日本に連れて来た[5]。
- 1974年3月、「草原の輝き」が春の選抜高等学校野球大会の入場行進曲に選ばれる。また、日本のブロマイドの売上成績第1位を獲得。3月、松本隆は作詞、キャラメル・ママが演奏で参加した4thアルバム「アグネスの小さな日記」が発売された[注 1]。6月、アルバムから「ポケットいっぱいの秘密」がシングルカットされた。8月、キャラメル・ママを中心に、高橋幸宏、矢野誠、矢野顕子ら参加でアルバム「あなたとわたしのコンサート」も発売された。1974年、上智大学国際学部に入学。
- 1975年8月、20歳の記念曲として荒井由実作詞・作曲の「白いくつ下は似合わない」を発売。この頃のコンサートではバックバンドに鈴木慶一とムーンライダースに矢野顕子、司会は植田芳暁を起用していた。7月、アルバム「ファミリーコンサート」発売。また、12月にはハイ・ファイ・セット、シュガーベイブから山下達郎、大貫妙子、村松邦男がコーラスで参加のアルバム「はじめまして青春」が発売された。
- 1976年4月、ムーンライダースと一緒に作ったアルバム「MeiMei」を発売。また、シングル「恋のシーソーゲーム」ではホットケーキがバックを務め、さよならコンサートなどのコンサートに参加した。同時期ラストショウもたびたび参加している。父の勧めもあって、1976年に芸能活動を休んでカナダのトロント大学へ留学（編入学）。社会児童心理学を専攻。
- 1977年カナダ留学中、シングル3枚、アルバム3枚を発売。5月、6月に日本でコンサートを開催。
- 1978年、トロント大学を卒業。同年8月に日本に戻り、吉田拓郎作曲の歌「アゲイン」で芸能活動を再開する。復帰コンサートツアーのひとつとして、中国人歌手としては初となる日本武道館でのコンサートも行った。日本でのレコード会社は次の「やさしさ知らず」からSMSに移籍。
- 1979年に香港で、初の広東語アルバム『雨中康乃馨』を発売。日本ではゴダイゴとのコラボレーションアルバム『AGNES IN WONDERLAND 不思議の国のアグネス』と『ABC Agnes』を発売。
- 1984年国際青年年記念平和論文に応募し、特別賞を受賞。フジテレビ『なるほど!ザ・ワールド』の主題曲「愛のハーモニー」から徳間ジャパンにレコード会社を移籍。
- 1985年、芸能活動のみでなく、ボランティア活動を再開するようになった。4月、北京首都体育館で5万4千人を動員して宋慶齢基金会チャリティーコンサートを開催、中国で記念のベスト盤カセットテープが販売された。
- 同年、日本テレビの『24時間テレビ』のために、旱魃による食料不足状態にあったエチオピアを取材。単に悲惨な情況を伝えるだけでなく、「ロンドン橋落ちた」の替え歌をアムハラ語で歌って現地の子供と交流する様子も伝えられた[6]。
- 1986年、元マネージャーの金子力（現所属事務所トマス・アンド・アグネス社長）と結婚し、カナダで長男を出産した。
- 同年、1985年度の日本女性放送者懇談会賞を受賞[7]。
- 1987年、テレビ局などへ生後まもない長男を連れて行ったことを林真理子が批判した。これを端初にアグネス論争が起こる。翌年、「アグネス論争」が新語・流行語大賞大衆賞を受賞するほどの社会的論争となり、男女雇用機会均等法成立の時期ともあいまって、日本の働く母親、女性の立場を再考させるきっかけとなった。
- 1988年、飛鳥涼（現ASKA）作詞・作曲の歌「LIFE」で日本でのレコード会社をポニーキャニオンに移籍。
- 1989年には、米国スタンフォード大学教育学部博士課程に留学、現地で次男を出産。
- 1990年、留学の合間をぬって帰国、親子のペアファッション・ブランド、DEAR AGNESを発表。
- 1991年、著書「幸せなのになぜ涙がでるの」は7万部を越えるヒットとなった。
- 1992年10月には、東京カザルスホールにて、20周年記念コンサートを行う。
- 1994年、東京大学とスタンフォード大学の卒業生の10年後の姿を調査し、日米両国の男女間格差の実態をまとめ、教育学博士号（Ph.D.）を取得した。この時の論文は『この道は丘へと続く』と題して2003年に日本でも翻訳出版されている。
- 1994年、目白大学の助教授に就任(2008年現在は客員教授)。国際コミュニケーション学を担当する。
- 1996年、香港にて三男を出産。その後もエッセイスト、共栄大学客員教授として日本全国で講演を続けた。
- 1998年、初代日本ユニセフ協会大使に就任（後述）。同年、タイの児童買春の現状を視察。帰国後、様々なマスコミを通してその現状を訴え、翌年の『児童買春・ポルノ禁止法』成立の原動力となった。
- 1999年、日本ユニセフ協会大使として、スーダンを視察。帰国後は、子供兵士の実態を報告。2000年には、東西ティモール、2001年には、フィリピンを視察し、紛争の犠牲になった子供たちの実態や児童労働問題を広くマスコミに訴えた。
- 2000年、日本でのレコード会社を日本クラウンに移籍し、ロングヘアをやめてイメージチェンジして、「この身がちぎれるほどに」を歌うなど、ムード歌謡の分野で歌手活動に力を入れるようになった。
- 2002年、小説『パーフェクト・カップル』、『銃弾の指輪』を出版し、作家活動も開始した。翌年には月刊『すばる』に短編小説の連載もしている。
- 2003年終戦後のイラク、2005年にスーダン・ダルフール地方を訪問し、平和への思いを強くする。
- 2005年にリリースした、初のセルフカバー曲『草原の輝き2005』はアサヒ飲料「十六茶」のCMに使われた。9月に発売された『しあわせの花』は、手話を取り入れた振り付けで歌った。10月には広島大学の主宰する「ペスタロッチー教育賞」の14回目を受賞。
- 2006年2月、ジャッキー・チェンとのデュエット曲を含む英語盤CD『Forget Yourself』[8]をアメリカで発売した。12月には日本デビュー35周年を記念するコンサートの第1弾が行われた。年末に香港で唾液腺腫瘍の摘出手術を受けるも、その後早くも年明けから芸能活動を行う。
- 2007年
  - 「そこには幸せがもう生まれているから」など、平和をテーマに山本伸一作詞、自から作曲した3作のシングル（うち1作は2008年発売）とアルバム、それに2作の著作を出した。また、日本各地で日本デビュー35周年のコンサートツアーが行われており、2008年までに「世界へ届け、平和への歌声」のコンサートを112回開催した。
  - 10月31日、北京の人民大会堂で同会場初のポップス系の楽曲でチャリティーコンサートを行った。この前に初期の乳ガンが発見され、摘出手術を受けた。
  - 11月、民主音楽協会にコンサートツアーの実績が認められ、「民音文化賞」を受賞。
- 2008年
  - 9月、（財）日本対がん協会「ほほえみ大使」に就任。自分の乳がん体験から、日本全国で催されている「リレー・フォー・ライフ」、「ピンクリボン運動」にも参加。
  - 12月、それまで続けて来た「歌で平和を」の活動が認められ、第50回日本レコード大賞特別賞を受賞。
- 2009年9月、ブログ「アグネスちゃんこ鍋」を開設。タイトルは「いろんな素材を使ってブログを美味しく仕上げる」という意味で名付けられた[9]。
- 2010年
  - 2月、日本ユニセフ協会大使としてソマリアの現状を視察するため、ソマリア北部ハルゲイサを訪問。危険に遭遇した場合に備え、それまでで3度目となる遺書を記した[10]。ソマリアの北部はソマリランドとして事実上独立しており、外務省ではソマリア内戦が続く中にあって比較的安定している地域としながらも、ソマリア全土に最高の危険度を指定している[11]。
  - 3月、日本武道館に民主音楽協会主催によるコンサートを32年ぶりに行い、ヒット曲のメドレーなど懐かしい曲を披露し、2月に視察を行ったソマリアの子どもたちへの思いを込めて作詞作曲した「小さな祈り」[12] も披露した。
  - 4月、AICニュージーランド校（AICJ中学校・高等学校姉妹校）の学園長に就任。
  - 10月、初のプロデュース活動として、ローラ・チャンを「ひなげしの花」でデビューさせる旨を発表。
  - 10月27日「ユニセフ新戦略＝僻地の子を最優先に」（読売ホール）にてソマリアの視察報告を行い、今後の人道支援のあり方をテーマにシンポジウムを行う。
  - 11月、デビュー曲のアンサーソング「あの丘で」をリリース。
- 2011年
  - 3月11日の東日本大震災で被災した子どもたちを支援するため1000万円の寄付を行った[13]。また、日本ユニセフ協会への寄付をよびかけ、4月1日には、ジャッキー・チェンの呼びかけで香港で行われた『愛心無國界311燭光晚會』に参加、香港の救世軍を通じて被災者へ支援物資を送るための募金を呼びかけた[14]。
- 2012年
  - 日本対がん協会主催、リレー・フォー・ライフ横浜in山下公園実行委員長に就任。
  - 4月にユニセフミッションでブータン王国を訪ね、「幸せの国」の子供達の現状を視察、テレビ、新聞、雑誌で現状を報告した。
  - 11月にパレスチナをユニセフミッションで訪問。パレスチナとイスラエル問題で揺れる子供達の生活を視察し、広く国内で報告を行った。
  - 日本デビュー40周年の記念曲「午後の通り雨」、CDボックス『Always Agnes 〜アグネス・チャン・ワーナー・イヤーズ・コレクション 1972-1978〜』が発売された。
- 2013年
  - 4月にユニセフミッションでナイジェリアを視察し、貧富の差で苦しむ子供達の現状をマスコミに広く報告した。
- 2014年
  - 4月にユニセフミッションで中央アフリカ共和国を視察し、宗教間での争いで被害に遭っている子どもたちの現状をマスコミに広く報告した。
  - 5月に香港浸会大学客員教授として、集中講義を実施。
  - 7月にロングセラーシリーズの第4弾「わたしもぼくも地球人〜みんな地球に生きるひとpart4〜」が岩波ジュニア新書から発売。
  - 9月に新書「女性にやさしい日本になれたのか〜終わらないアグネス子育て論争〜」が潮出版社から発売。
  - 9・11月に香港浸会大学客員教授として、講義を行う。
- 2015年
  - 3月に香港浸会大学にてアグネス・チャン写真展開催。
  - 4月にユニセフミッションで南スーダンを海外視察。内戦による少年兵の解放・復学の支援状況を報告。
  - 6月、自身のブログで右目の硝子体剥離を告白[15]。
  - 同月、新曲「プロポーズ」を発売。また、「リ・プロポーズ推進大使」にも就任し、大使としてこれ以降幾多のブライダル・イベントに参加。
  - 8月1日、香港體育館にて催された「華仁書院チャリティーコンサート」に出演。　
  - 20日には還暦誕生日イベントをデビュー時の思い出深い場所である銀座ケネディハウスで開催。自身がプロデュースした赤いミニ丈ウェディングドレスを身に纏い「還暦アイドル」宣言をした。
  - 12月にパブラボから新刊「ひなげしの終活」を発売。
- 2016年
  - 1月に香港浸会大学にて特別授業。
  - 3月7日、ユニセフ協会大使を退任し、同日にユニセフよりアジア親善大使を任命される[16]。
  - 3月18日 - 23日、ユニセフ・東アジア太平洋地域親善大使として初のミッションでフィジーを視察し、タイフーン被害の状況を報告。
  - 3月30日、新刊「スタンフォード大に三人の息子を合格させた50の教育法」を朝日新聞出版から発売。
  - 4月、ネットニュースで自身初の連載「ニュース・ソクラ」が開始。
  - 6月、ユニセフミッションで20回目の海外視察としてグアテマラ訪問。児童の発育阻害状況を報告。
  - 7月、香港で「スタンフォード大に三人の息子を合格させた0の教育法」の翻訳本「50個教育法 - 我把三個兒子送入了 -」が香港三聯書店から発売。
  - 11月25日、日本デビュー 45周年を迎える。
  - 11月30日 「朗らかに」45周年コンサートツアーが名古屋・日本特殊陶業市民会館からスタート。
- 2017年
  - 2月に香港浸会大学にて授業。
  - 3月に「朗らかに」45周年コンサートツアーで函館・室蘭・苫小牧・小樽・札幌・帯広・釧路の北海道7都市を渡って公演した。
  - 4月にユニセフミッションでシリアを海外視察。内戦によって難民となった子供たちの窮状を報告。
  - 4月26日、香港で中国語と英語で書かれた教育関係者向けの学術本「40個教育改革提案」が香港三聯書店から発売。上海、北京での発売記念イベントを開催。
  - 5月に「朗らかに」45周年コンサートツアーで東京・中野サンプラザ公演を催した。
  - 6月に中国語で書いた自伝本「人生的38個啓示 〜陳美齢自傅」が香港三聯書店から発売。香港、台湾などで発売記念イベントを開催。
  - 9月に自伝本「人生的38個啓示 〜陳美齢自傅」が香港の文学賞「金閲奨」を受賞。
  - 11月に台湾の女性誌「女人迷」のシンポジウム講演を台北で行った。
- 2018年
  - 2月、台湾の書展「騰飛創意ーー香港2018」に文化大使として出席。日本での新刊「子育てで絶対やってはいけない35のこと」が三笠書房から発売。また、香港では新冠番組「美齢的幸福弁当」のロケが始まる。
  - 3月に長男の結婚披露宴が25日に台北、28日に東京、31日に香港にて催された。
  - 4月に子連れ論争を契機に国内でのライフスタイル改革の起因をもたらし、児童教育学博士の見地から書かれた幾多の著書で子育ての大切さを説き、多年に渡るユニセフでの海外視察などでは世界の子供たちの窮状を広く内外に知らしめることに寄りより多くの支援を求めるなど、「我が国の国際的地位及び児童福祉の向上に寄与[17]」したことが認められ春の叙勲で旭日小綬章を受章[18]。
- 2019年
  - 4月25日 公式YouTubeチャンネル開設。
- 2020年
  - 4月21日、新刊「10歳までに鍛えておきたい20の能力」をPHP研究所から発売。
- 2021年
  - 11月5日、日本武道館で開催された松本隆の作詞活動50周年を記念するコンサートイベント『風街オデッセイ』に出演。「想い出の散歩道」と「ポケットいっぱいの秘密」の2曲を歌唱した[19]。
- 2022年
  - 1月26日、中野サンプラザにて日本歌手デビュー50周年コンサートを行った。
  - 50周年にあわせてオリジナルアルバムのCD再発企画が組まれ、2021年から約1年がかりで25作品がブリッジより発売された。リマスタリング音源、オリジナルレコードを忠実に再現した紙ジャケット仕様となっている。

## 活動

### UNICEF東アジア太平洋地域親善大使

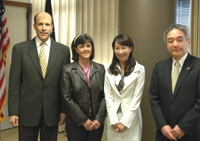
2010年2月25日、駐日アメリカ合衆国大使ジョン・ルース（左から1人目）、大使夫人スーザン・ルース（左から2人目）、日本ユニセフ協会専務速水研（右から1人目）と

1998年、アグネスは日本ユニセフ協会の大使に就任した。日本ユニセフ協会は、現在先進国を中心に36の国と地域に設置されているユニセフ協会（国内の民間団体であり、ユニセフ本部とは全くの別物）の一つ。各国内委員会は、ユニセフ本部との協力協定に基づき、募金活動、広報活動、アドボカシー活動（政策提言）に取り組んでいる。
就任後、これまでにタイ、南スーダン、東西ティモール、フィリピン、カンボジア、イラク、スーダン、レソト、モルドバ、インド、中国、ブルキナファソ、ソマリア、ブータン、イスラエル、ナイジェリア、中央アフリカ共和国を公式訪問し、現地の子どもたちの窮状を伝えるほか、『わたしが愛する日本』などの著作で、日本の平和を目指す提言を行っている。
その功績が「国際連合児童基金」（UNICEF）本部に認められ、2016年3月に、UNICEFの東アジアおよび太平洋地域の地域大使である東アジア太平洋地域親善大使（UNICEF  Regional Ambassador for East Asia and the Pacific  Region）に任命された。
なお、アグネスがかつて務めた「日本ユニセフ協会大使」（国内大使）は、「財団法人日本ユニセフ協会」という日本の公益財団法人（民間団体）が任命する称号であった。それに対して、現在アグネスが務める「ユニセフ地域親善大使」は、UNICEF（国連機関）が任命する称号である。

### 児童ポルノ批判
アグネスは、児童ポルノの被害者を実際にタイ、カンボジア、フィリピンの現状を見て、児童ポルノに関して厳しい立場をとっている。2008年3月11日には自民党の森山眞弓元法務大臣と共に、「児童ポルノの単純所持禁止」という声明を発表。政府、国会に意見を求めている。

### 香港民主化運動
香港の民主化デモに関し「そろそろ冷静に話し合いを」と語った。

## エピソード
- 6人兄弟の四番目で、3女。[22]
- アメリカンスクールに通っていた頃、英語が堪能だった先輩の南沙織と仲が良かったという。
- 日本デビュー曲「ひなげしの花」の歌い出し（♪丘の上ひなげしの花で）は｢オッカノウエ｣と歌っているが、「オーカノウエ」と歌うようレコーディングの際にディレクターに指示されるも、何度か歌っても結局「オッカノウエ」となるので、このままレコード化され、結果歌い方にパンチがあると評価された[23]。
- 父の口癖は「迷ったら、一番険しい道を選びなさい」「他人から酷いことをされたら、その人の幸せを祈りなさい」であり、その信念に影響を受けているという[24]。1976年に芸能活動を休止し、トロント大学に留学したのは父の勧めであったという。しかし父は翌1977年に死去し、大学を卒業する姿を見せることはできなかった。
- 1985年には広尾に自宅を購入。リビング・ルームは事務所の会議室も兼ねるため、人が集まる「運命の場所」だという考えから、風水を取り入れて広めに設計した。
- 2007年10月の北京でのチャリティコンサートは、9月開催の予定が延期となり、その時に空いたスケジュールで受けた検査で乳ガンが発見された。10月に摘出手術を受けて無事成功し、わずか1週間で芸能活動を再開している。
- 乳がんの薬の副作用で増えた体重を抑えるために、「エア縄跳び」をしている[25]。
- 家庭では子供たちが納得するまで最長8時間説教したことが学びの場.comで公表されている[26]。
- 日本中央競馬会（JRA）の馬主渡辺孝男は、自身の娘2人がアグネス・チャンのファンだったことに由来し、「アグネス○○」名付け第一号の競走名「アグネスレディー」は、渡辺の長女が決定したものである。渡辺は1990年に行われたインタビュー[27]で、「アグネス」の冠名を使い始めてからアグネスホープに次ぐ2頭目（牝馬では最初）の活躍馬として本馬の名を挙げている[28]。
- 2022年1月17日、ブログで長男が結婚したことを明かす[29]。

## ディスコグラフィ

### シングル
日本で発売したシングル
- 1〜18：ワーナー・パイオニア、19〜29：SMS Records、30〜33：徳間ジャパン、34〜36：ポニーキャニオン、
37〜：日本クラウン

| #  | 発売日          | A/B面 | タイトル                                        | 作詞                      | 作曲             | 編曲                      | 最高位 | 規格品番   |
| -- | --------------- | ----- | ----------------------------------------------- | ------------------------- | ---------------- | ------------------------- | ------ | ---------- |
| 1  | 1972年 11月25日 | A面   | ひなげしの花                                    | 山上路夫                  | 森田公一         | 馬飼野俊一                | 5位    | L-1111W    |
| 1  | 1972年 11月25日 | B面   | 初恋                                            | 安井かずみ                | 平尾昌晃         | 森岡賢一郎                | 5位    | L-1111W    |
| 2  | 1973年 4月10日  | A面   | 妖精の詩                                        | 松山猛                    | 加藤和彦         | 馬飼野俊一                | 5位    | L-1130W    |
| 2  | 1973年 4月10日  | B面   | いじわる雨の日曜日                              | 松山猛                    | 加藤和彦         | 馬飼野俊一                | 5位    | L-1130W    |
| 3  | 1973年 7月25日  | A面   | 草原の輝き                                      | 安井かずみ                | 平尾昌晃         | 馬飼野俊一                | 2位    | L-1144W    |
| 3  | 1973年 7月25日  | B面   | 山鳩                                            | 安井かずみ                | 平尾昌晃         | 馬飼野俊一                | 2位    | L-1144W    |
| 4  | 1973年 10月25日 | A面   | 小さな恋の物語                                  | 山上路夫                  | 森田公一         | 馬飼野俊一                | 1位    | L-1160W    |
| 4  | 1973年 10月25日 | B面   | ふたりの牧場                                    | 山上路夫                  | 森田公一         | 馬飼野俊一                | 1位    | L-1160W    |
| 5  | 1974年 2月25日  | A面   | 星に願いを                                      | 安井かずみ                | 平尾昌晃         | 馬飼野俊一                | 4位    | L-1170W    |
| 5  | 1974年 2月25日  | B面   | わたしの日曜日                                  | 安井かずみ                | 平尾昌晃         | 馬飼野俊一                | 4位    | L-1170W    |
| 6  | 1974年 6月10日  | A面   | ポケットいっぱいの秘密                          | 松本隆                    | 穂口雄右         | 東海林修 キャラメル・ママ | 6位    | L-1195W    |
| 6  | 1974年 6月10日  | B面   | しあわせの白い砂                                | 山上路夫                  | 森田公一         | 馬飼野俊一                | 6位    | L-1195W    |
| 7  | 1974年 9月10日  | A面   | 美しい朝がきます                                | 安井かずみ                | 井上忠夫         | 馬飼野俊一                | 8位    | L-1200W    |
| 7  | 1974年 9月10日  | B面   | わたしのペンフレンド                            | 麻生香太郎                | 穂口雄右         | 東海林修                  | 8位    | L-1200W    |
| 8  | 1974年 12月21日 | A面   | 愛の迷い子                                      | 安井かずみ                | 平尾昌晃         | 馬飼野俊一                | 2位    | L-1220W    |
| 8  | 1974年 12月21日 | B面   | まごころ                                        | 安井かずみ                | 平尾昌晃         | 馬飼野俊一                | 2位    | L-1220W    |
| 9  | 1975年 3月25日  | A面   | 恋人たちの午後                                  | 山上路夫                  | 森田公一         | 馬飼野俊一                | 7位    | L-1234W    |
| 9  | 1975年 3月25日  | B面   | ほほえみ                                        | 山上路夫                  | 森田公一         | 馬飼野俊一                | 7位    | L-1234W    |
| 10 | 1975年 6月10日  | A面   | はだしの冒険                                    | 松本隆                    | 平尾昌晃         | 馬飼野俊一                | 12位   | L-1250W    |
| 10 | 1975年 6月10日  | B面   | 心のとびら                                      | 松本隆                    | 平尾昌晃         | 馬飼野俊一                | 12位   | L-1250W    |
| 11 | 1975年 8月25日  | A面   | 白いくつ下は似合わない                          | 荒井由実                  | 荒井由実         | あかのたちお              | 12位   | L-1262W    |
| 11 | 1975年 8月25日  | B面   | 愛を告げて                                      | 荒井由実                  | 荒井由実         | 矢野誠                    | 12位   | L-1262W    |
| 12 | 1975年 12月10日 | A面   | 冬の日の帰り道                                  | 小泉まさみ                | 小泉まさみ       | 竜崎孝路                  | 14位   | L-1280W    |
| 12 | 1975年 12月10日 | B面   | ハロー・グッドバイ                              | 喜多條忠                  | 小泉まさみ       | 萩田光雄                  | 14位   | L-1280W    |
| 13 | 1976年 4月10日  | A面   | 恋のシーソー・ゲーム                            | 落合恵子                  | 井上忠夫         | 東海林修                  | 8位    | L-1305W    |
| 13 | 1976年 4月10日  | B面   | 小さなアンブレラ                                | 椎名和夫                  | 椎名和夫         | 鈴木慶一 ムーンライダーズ | 8位    | L-1305W    |
| 14 | 1976年 8月10日  | A面   | 夢をください                                    | 山川啓介                  | 小泉まさみ       | 佐藤準                    | 14位   | L-17W      |
| 14 | 1976年 8月10日  | B面   | 愛はメッセージ                                  | 松本隆                    | 武川雅寛         | 鈴木慶一 ムーンライダーズ | 14位   | L-17W      |
| 15 | 1977年 4月25日  | A面   | 心に翼を下さい                                  | 松本隆                    | 加瀬邦彦         | 船山基紀                  | 32位   | L-80W      |
| 15 | 1977年 4月25日  | B面   | いつまでも変らずに                              | 喜多條忠                  | 加瀬邦彦         | 船山基紀                  | 32位   | L-80W      |
| 16 | 1977年 8月25日  | A面   | 少し待ってて                                    | 三浦徳子                  | 梅垣達志         | 梅垣達志                  | 64位   | L-164W     |
| 16 | 1977年 8月25日  | B面   | 頬に青い風                                      | M.Mallory 訳詞:三浦徳子   | M.Mallory        | ラストショウ              | 64位   | L-164W     |
| 17 | 1977年 11月25日 | A面   | 花のささやき                                    | 音羽たかし                | C.Donida         | 船山基紀                  | 68位   | L-183W     |
| 17 | 1977年 11月25日 | B面   | 雨の月曜日                                      | 松本隆                    | 加藤和彦         | 船山基紀                  | 68位   | L-183W     |
| 18 | 1978年 8月25日  | A面   | アゲイン                                        | 松本隆                    | 吉田拓郎         | 松任谷正隆                | 22位   | L-232W     |
| 18 | 1978年 8月25日  | B面   | グッド・ナイト・ミスロンリー                    | 松本隆                    | 松任谷正隆       | 松任谷正隆                | 22位   | L-232W     |
| 19 | 1978年 11月25日 | A面   | やさしさ知らず                                  | 松本隆                    | 松任谷正隆       | 松任谷正隆                | 52位   | SM06-2     |
| 19 | 1978年 11月25日 | B面   | 3つの銅貨                                       | 松本隆                    | 松任谷正隆       | 松任谷正隆                | 52位   | SM06-2     |
| 20 | 1979年 3月30日  | A面   | 鏡の中の私                                      | 奈良橋陽子 山上路夫       | タケカワユキヒデ | ミッキー吉野              | 76位   | SM06-14    |
| 20 | 1979年 3月30日  | B面   | I'm Lost                                        | 奈良橋陽子                | タケカワユキヒデ | ミッキー吉野              | 76位   | SM06-14    |
| 21 | 1979年 7月25日  | A面   | 100万人のJabberwocky                            | 奈良橋陽子 三浦徳子       | タケカワユキヒデ | ミッキー吉野              | 97位   | SM06-24    |
| 21 | 1979年 7月25日  | B面   | 風まかせ、愛まかせ                              | 森雪之丞                  | 植田芳暁         | 大村雅朗                  | 97位   | SM06-24    |
| 22 | 1979年 11月25日 | A面   | 春不遠                                          | 喜多條忠                  | 鈴木キサブロー   | 大村雅朗                  | -      | SM06-39    |
| 22 | 1979年 11月25日 | B面   | 言葉が消えた                                    | アグネス・チャン          | アグネス・チャン | 大村雅朗                  | -      | SM06-39    |
| 23 | 1980年 4月25日  | A面   | ぼくの海                                        | 岡田冨美子                | アグネス・チャン | 戸塚修                    | -      | SM06-55    |
| 23 | 1980年 4月25日  | B面   | Children of the Sea                             | アグネス・チャン          | アグネス・チャン | 戸塚修                    | -      | SM06-55    |
| 24 | 1980年 10月21日 | A面   | シャイン・オン・ミー                            | 竜真知子                  | 佐瀬寿一         | 岡田徹 / 戸塚修           | -      | SM06-75    |
| 24 | 1980年 10月21日 | B面   | サムワン・トゥ・ラブ                            | 竜真知子                  | 芳野藤丸         | 岡田徹                    | -      | SM06-75    |
| 25 | 1981年 3月30日  | A面   | 原野牧歌                                        | 門谷憲二                  | 黄仁清           | 大村雅朗                  | -      | SM07-85    |
| 25 | 1981年 3月30日  | B面   | （中国語）                                      | 黄仁清                    | 黄仁清           | 大村雅朗                  | -      | SM07-85    |
| 26 | 1981年 8月21日  | A面   | 愛の呪文                                        | アグネス・チャン          | 森田公一         | 天野正道                  | -      | SM07-96    |
| 26 | 1981年 8月21日  | B面   | 絹の娘                                          | 岩谷時子                  | 森田公一         | 天野正道                  | -      | SM07-96    |
| 27 | 1982年 6月21日  | A面   | 24時間のララバイ                                | 尾関昌也                  | 尾関裕司         | 上田薫                    | -      | SM07-220   |
| 27 | 1982年 6月21日  | B面   | I Believe In Love                               | アグネス・チャン          | 惣領泰則         | 小笠原寛                  | -      | SM07-220   |
| 28 | 1983年 3月30日  | A面   | 小さな質問                                      | 山崎ハコ                  | 山崎ハコ         | 石川鷹彦                  | -      | SM07-228   |
| 28 | 1983年 3月30日  | B面   | 時の河                                          | 神津カンナ                | 森山良子         | 石川鷹彦                  | -      | SM07-228   |
| 29 | 1983年 12月16日 | A面   | Lady Of The Wind                                | 三好礼子                  | 久保田早紀       | 山川恵津子                | -      | SM07-239   |
| 29 | 1983年 12月16日 | B面   | 人はなぜ                                        | 神津カンナ                | 森山良子         | 山川恵津子                | -      | SM07-239   |
| 30 | 1984年 11月25日 | A面   | 愛のハーモニー                                  | 安井かずみ                | 加藤和彦         | 奥慶一                    | 61位   | 7JAS-21    |
| 30 | 1984年 11月25日 | B面   | スノー・フレイクス                              | 売野雅勇                  | 大村雅朗         | 大村雅朗                  | 61位   | 7JAS-21    |
| 31 | 1985年 6月25日  | A面   | 帰って来たつばめ                                | 喜多條忠                  | アグネス・チャン | 葦沢聖吉                  | -      | 7JAS-33    |
| 31 | 1985年 6月25日  | B面   | 手のひらの愛                                    | 安井かずみ                | 小林亜星         | 若草恵                    | -      | 7JAS-33    |
| 32 | 1985年 10月25日 | A面   | 愛がみつかりそう                                | 安井かずみ                | 加藤和彦         | 国吉良一                  | -      | 7JAS-46    |
| 32 | 1985年 10月25日 | B面   | Somebody's Crying                               | アグネス・チャン          | アグネス・チャン | 山川恵津子                | -      | 7JAS-46    |
| 33 | 1986年 5月25日  | A面   | Thanks マイ・フレンド                           | 神沢礼江                  | 小林明子         | 大村雅朗                  | -      | 7JAS-66    |
| 33 | 1986年 5月25日  | B面   | Thanks My Friend                                | アグネス・チャン          | 小林明子         | 大村雅朗                  | -      | 7JAS-66    |
| 34 | 1988年 8月31日  | A面   | LIFE                                            | 飛鳥涼                    | 飛鳥涼           | 矢賀部竜成                | -      | 7A-0891    |
| 34 | 1988年 8月31日  | B面   | 可愛いキミ                                      | アグネス・チャン          | アグネス・チャン | 戸塚修                    | -      | 7A-0891    |
| 35 | 1992年 9月18日  | 01    | 好きになってもいいですか                        | 渡辺なつみ                | アグネス・チャン | 山川恵津子                | -      | PCDA-00364 |
| 35 | 1992年 9月18日  | 02    | I'd Give My Life For You                        | Richard M.Jr. A.Boublil   | C.M.Schonberg    | 山川恵津子                | -      | PCDA-00364 |
| 35 | 1992年 9月18日  | 03    | 命をあげよう                                    | 岩谷時子                  | C.M.Schonberg    | 山川恵津子                | -      | PCDA-00364 |
| 36 | 1994年 7月1日   | 01    | 鳥の幸せ                                        | 木村明子 アグネス・チャン | アグネス・チャン | 山川恵津子                | -      | DC-111     |
| 37 | 2000年 6月21日  | 01    | この身がちぎれるほどに-Lovin'you is killin' me- | 荒木とよひさ              | 中村泰士         | 若草恵                    | -      | CRDN-684   |
| 37 | 2000年 6月21日  | 02    | 悲しみの誕生                                    | 荒木とよひさ              | 中村泰士         | かせだあきひろ            | -      | CRDN-684   |
| 38 | 2001年 4月25日  | 01    | 忘れないで-time to say goodbye-                 | 荒木とよひさ              | 三木たかし       | 若草恵                    | -      | CRDN-811   |
| 38 | 2001年 4月25日  | 02    | believe～永遠の輪廻～                           | 荒木とよひさ              | 三木たかし       | 上柴はじめ                | -      | CRDN-811   |
| 39 | 2001年 9月21日  | 01    | 私小説-my love story-                           | 荒木とよひさ              | 三木たかし       | 若草恵                    | -      | CRDN-826   |
| 39 | 2001年 9月21日  | 02    | 想い出が多すぎて-Lost Memory-                   | 荒木とよひさ              | 三木たかし       | 林有三                    | -      | CRDN-826   |
| 40 | 2002年 7月21日  | 01    | 香港国際空港                                    | 秋元康                    | 平尾昌晃         | 矢野立美                  | -      | CRCP-502   |
| 40 | 2002年 7月21日  | 02    | 夕焼け                                          | 秋元康                    | 平尾昌晃         | 矢野立美                  | -      | CRCP-502   |
| 41 | 2003年 4月23日  | 01    | 愛のゆくえに                                    | 荒木とよひさ              | 平尾昌晃         | 若草恵                    | -      | CRDN-881   |
| 41 | 2003年 4月23日  | 02    | 触れずの恋                                      | 伊藤薫                    | 平尾昌晃         | 矢野立美                  | -      | CRDN-881   |
| 42 | 2003年 10月22日 | 01    | 心の旅人                                        | 荒木とよひさ              | 三木たかし       | 若草恵                    | -      | CRCN-1112  |
| 42 | 2003年 10月22日 | 02    | 能登の夕陽に染められて                          | 荒木とよひさ              | 三木たかし       | 若草恵                    | -      | CRCN-1112  |
| 43 | 2004年 6月23日  | 01    | 2番目のしあわせ                                 | 秋元康                    | 平尾昌晃         | 矢野立美                  | -      | CRCN-1145  |
| 43 | 2004年 6月23日  | 02    | 愛は奇跡のように                                | 荒木とよひさ              | 三木たかし       | 若草恵                    | -      | CRCN-1145  |
| 44 | 2005年 4月1日   | 01    | 草原の輝き2005                                  | 安井かずみ                | 平尾昌晃         | 川口真                    | -      | CRCP-551   |
| 44 | 2005年 4月1日   | 02    | ポケットいっぱいの秘密2005                      | 松本隆                    | 穂口雄右         | 川口真                    | -      | CRCP-551   |
| 45 | 2005年 9月21日  | 01    | しあわせの花                                    | 渡辺なつみ                | 田尾将実         | 川口真                    | -      | CRCN-1209  |
| 45 | 2005年 9月21日  | 02    | 息                                              | 渡辺なつみ                | 田尾将実         | 川口真                    | -      | CRCN-1209  |
| 46 | 2007年 3月7日   | 01    | そこには幸せが もう生まれているから             | 山本伸一                  | アグネス・チャン | 川口真                    | -      | CRCP-564   |
| 46 | 2007年 3月7日   | 02    | みんな地球に生きるひと                          | アグネス・チャン          | アグネス・チャン | 川口真                    | -      | CRCP-564   |
| 47 | 2007年 8月3日   | 01    | ピースフル ワールド                             | 山本伸一                  | アグネス・チャン | 坂本昌之                  | -      | CRCP-567   |
| 47 | 2007年 8月3日   | 02    | 七つの海に橋をかけよう                          | アグネス・チャン          | アグネス・チャン | 坂本昌之                  | -      | CRCP-567   |
| 48 | 2008年 3月5日   | 01    | 朗らかに                                        | 山本伸一                  | アグネス・チャン | 若草恵                    | -      | CRCP-568   |
| 48 | 2008年 3月5日   | 02    | マザーの愛しかた                                | アグネス・チャン          | アグネス・チャン | 若草恵                    | -      | CRCP-568   |
| 49 | 2008年 9月3日   | 01    | この良き日に                                    | アグネス・チャン          | アグネス・チャン | 若草恵                    | -      | CRCP-571   |
| 49 | 2008年 9月3日   | 02    | 一人にはしないから                              | アグネス・チャン          | アグネス・チャン | 若草恵                    | -      | CRCP-571   |
| 50 | 2009年 9月2日   | 01    | あなたの忘れ物                                  | アグネス・チャン          | アグネス・チャン | 鈴木慶一                  | -      | CRCP-576   |
| 50 | 2009年 9月2日   | 02    | あなたの言葉                                    | アグネス・チャン          | アグネス・チャン | 鈴木慶一                  | -      | CRCP-576   |
| 51 | 2010年 11月3日  | 01    | あの丘で                                        | カシアス島田              | 高原兄           | 岩室晶子                  | -      | CRCP-582   |
| 51 | 2010年 11月3日  | 02    | 僕らには翼がある〜大空へ〜                      | カシアス島田              | Voice of Mind    | 竜崎孝路                  | -      | CRCP-582   |
| 52 | 2012年 8月8日   | 01    | 午後の通り雨                                    | 石原信一                  | 川口真           | 川口真                    | -      | CRCN-1637  |
| 52 | 2012年 8月8日   | 02    | 変わらない君に乾杯!                             | アグネス・チャン          | アグネス・チャン | 川口真                    | -      | CRCN-1637  |
| 53 | 2015年 6月3日   | 01    | プロポーズ                                      | 及川眠子                  | 都志見隆         | 船山基紀                  | -      | CRCN-1881  |
| 53 | 2015年 6月3日   | 02    | 幸せという字                                    | 松宮恭子                  | 羽場仁志         | 船山基紀                  | -      | CRCN-1881  |

その他のシングル
- The Circle Game（1971年）[注 5]
- DON'T STOP MY DREAM / 傘の中の夢たちへ（1998年、企画CD） - 「夢みるこどもキャンペーン」日本歯科医師会プロジェクトによる企画CD（非売品）。

### アルバム
- 1971年、00-1 Will the circle game be unbroken
- 1972年、00-2 ORIGINAL（1） 、
- 1973年、 01 ひなげしの花 L-8016W1973/01/22、
- 00-3 With Love from Agnes1973、
- 00-4 All I Want For Christmas Is My Two Front Teeth
- 02 花のように 星のように（L-6079W）、
- 03草原の輝き
- 04フラワー･コンサート（Live 11/10 L-4003〜4、L-5529〜      30W）[注 6]
- 1974年、 05アグネスの小さな日記（4th 3/25 L-8032W）[注 7]、
- 06あなたとわたしのコンサート（5th 8/10 L-8040W）[注 8]、
- 00-5 燕飛翔
- 07 あなたにありがとう 1974/11/25、
- 08 小さな恋のおはなし（6th 4/25 L-8055W）、
- 09 ファミリー・コンサート（Live 7/25 L-10006）[注 9]、
- 10 はじめまして青春（L-5511〜2W）[注 10]、
- 1975年    00-6 Loving Songs、
- 00-7 我在戀愛
- 1976年　  11 Mei Mei いつでも夢を（5月 L-10031W）[注 11]、
- 12 また逢う日まで（Live 9/10 L-5515〜6）[注 12]、
- 00-8 愛人那裡去尋找、AGNES CHAN、
- 13 愛のメモリアル(L-5521〜2W)
- 1977年、   14 How are you? お元気ですか（ワーナー・パイオニア、L-10070W）、
- 15 私の恋人(L-10083W)[注 13]、
- 16 カナダより愛をこめて(L-5535〜6W)
- 1978年、   17 Happy Again(L-10131W)、
- 18 ヨーイドン
- 1979年、   19 AGNES IN WONDERLAND 不思議の国のアグネス（SMS、SM25-5006）[注 14]
- 20  Diary SM25-5026　79.07.25
- 21 ABC AGNES、
- 00-9 雨中康乃馨、
- 22 美しい日々[注 15]
- 1980年、   23 Country Road』SMS SM25-5048 80.01.25
- 24 MESSAGE（SMS、SM25-5051）、
- 00-  晨星・情劫・流浪客・問我是誰、歸來的燕子
- （『台灣旅日紅星2枚組』の内1枚として2002年にCD化）
- 1981年、    25 Love Me Little Love Me Long[注 16]、
- 00-  愛的咒語、痴戀・忘憂草
- 1982年、    00-  漓江曲、
- 26 HALF TIME(SM28-5098) + Cristmas Song Medley(ソノシート)
- 1983年、    27 小さな質問[注 17]、
- 28 Girl Friends[注 18]、
- 00-  願你繼續醉
- 1985年、    愛的Harmony、
- 愛が見つかりそう CITY ROMANCE
- 1990年、    ディア・アグネス・カーペンターズ・コレクション
- 1992年、    世界の童謡子守唄全集I〜V
- 1997年、    陳美齡精選
- 1999年、    世界の子守唄童謡名曲集
- 2000年、    アグネスのたのしいどうよう、
- アグネスのえいごのうた、Melancholy、LOVE PEACE&FREEDOM
- 2001年、    私小説-My Love Story-
- 2002年、    アグネス・チャン CD-BOX
- 2005年、     Lost & Found-私のもとへ-
- 2006年、     Forget Yourself（アメリカ限定発売。DVD付き）
- 2007年、     世界へとどけ平和への歌声-ピースフルワールド-
- 2012年、     Always Agnes 〜アグネス・チャン・ワーナー・イヤーズ・コレクション 1972-1978〜
- 2014年、ゴールデン☆ベスト アグネス･チャン SMSイヤーズ･コンプリート･ABシングルス
- 2022年、〜アグネス50周年記念～クラウンコンプリートコレクション しあわせの花束をあなたに

### 映像作品
- 1975年、東宝映画　アグネスからの贈りもの
- 1997年、歌の妖精 Vol.5（アグネス・チャン、テレサ・テン、欧陽菲菲）
- 2001年、アグネス・チャンコンサート2000 リ・インカーネーション〜再会〜
- 2007年、アグネス・チャン35周年記念コンサート〜世界へとどけ平和への歌声!〜TALK & LIVE

他に、本人出演のカラオケDVD、カラオケLD、カラオケVCDがいくつかある。

## みんなのうた
- 1983年、ロバちょっとすねた（作詞：小黒恵子、作曲：中村勝彦）[30]
- 1987年、神父さんのパイプオルガン（作詞：小黒恵子、作曲：吉川洋一郎）[31]

## 主要著作
- 1974年、小さな恋のおはなし（ワールドレジャー）
- 1975年、小さな恋のおはなしPART II（ワールドレジャー）
- 1976年、小さな恋のおはなしPART III、また逢う日まで（ペップ出版）
- 1977年、鈴木武樹とアグネス・チャンの英語の時間です（サンリオ）、お元気ですかLOVE LETTER from AGNES CHAN（ペップ出版）
- 1978年、ハッピー・アゲイン（二見書房）
- 1979年、不思議の国のアグネス（六興出版）
- 1980年、HAPPY ENGLISH〜英語は目で覚えよう（集英社）
- 1983年、アグネス・マイ・中華（誠文堂新光社）
- 1984年、ひなげし語録（現代出版）
- 1985年、アグネスの香港指南（講談社）、歌で平和を…。－帰ってきたつばめ－（徳間ジャパン）、E.T.2緑の惑星ストーリーブック（CBS・ソニー出版）、ひなげし語録2 愛が見つかりそう（現代出版）
- 1986年、不思議の国のアグネス<文庫>（河出書房新社）、
- 1987年、私の赤チャンネル（フジテレビ出版）、みんな地球に生きるひと（岩波書店）、ひなげし語録<文庫>（三笠書房）、アグネスの中国家庭料理入門（講談社）、アグネス・チャンと世界を語ろう（三修社）
- 1988年、アグネスの命がいっぱい（小学館）、アグネスのLOVE JAPAN（南雲堂）、"子連れ出勤"を考える（岩波書店）
- 1989年、アグネスの体験的国際交流論（日本放送出版協会）、愛、抱きしめて（現代書林）、COSMO READINGS 心をこめて アグネス（南雲堂）、ツバメの来た道（中央公論社）、アグネスの香港指南<文庫>（講談社）
- 1990年、アジアのことが気にならないあなたに（共著）（めこん）、ごめんなさいがいえなくて（産研）
- 1991年、幸せなのになぜ涙がでるの（労働旬報社）
- 1992年、スタンフォードの朝（日本文芸社）
- 1993年、不思議の国のOLたち（にっかん書房）、A TALK WITH AGNES CHAN（南雲堂）、新しい女（読売新聞社）
- 1994年、ママ、博士にならなくてもいいよ（朝日新聞社）、お母さんの子育て心理学（労働旬報社）
- 1995年、大人だって泣いていい（小学館）、Dr.アグネスのポジティブ育児（立風書房）
- 1996年、アグネスのおやつですよ（主婦と生活社）、みんな地球に生きるひとPart2（岩波書店）、KEEP ON SMILING（南雲堂）、いじめない いじめられない いじめさせない（労働旬報社）、かわうそオリバーとゆかいななかま1〜4（訳）（学研）
- 1997年、アグネスの 旅 香港指南（扶桑社）、アグネスの英語で世界を考える（筑摩書房）、白い靴下はもう似合わない（実業之日本社）
- 1998年、タギーへの手紙（訳）（佼成出版社）、アグネスのナチュラル薬膳－きれいになるレシピ35（新声社）、ねがいをのぼる太陽に（訳）（日本航空文化事業センター）
- 1999年、アグネスが教える とっさのひとこと 中国語（ロングセラーズ）、THE ROAD WONGS UPHILL ALL THE WAY（The MIT Press）、木からのおくりもの（学習研究社）、アグネスのファミリー・フィッシング入門（ラジオ短波出版）、みんな未来に生きるひと（旬報社）
- 2000年、アグネスの「子育てはTWO WAY」（佼成出版社）
- 2001年、ねことねずみ（訳）（講談社）、アグネスのポジティブ育児（成美堂出版）
- 2002年、パーフェクト・カップル（幻冬舎）、銃弾の指輪（幻冬舎）、アグネス・チャンのやさしい中国料理（ブティック社）
- 2003年、戦争と平和 そして子どもたちは…（オリコン・エンタテインメント）、この道は丘へと続く〜The Road Winds Uphill All The Way（共著）（共同通信社）
- 2004年、わたしの先生（岩波ジュニア新書）、アグネスの世界に乾杯！（東京ニュース通信社）、わたしが愛する日本（かもがわ出版）、小さな命からの伝言（新日本出版社）
- 2005年、「結婚生活」って何？（共著）（講談社）
- 2006年、アグネス流エイジング薬膳デトックス（家の光協会）、花とカラーの誕生日メッセージ（共著）（EH春潮社）
- 2007年、みんな地球に生きるひとPart3（岩波書店）、わたしの失敗II（共著）（文藝春秋）、しあわせを見つける マザー・テレサ26の愛の言葉（主婦と生活社）、家族ってなんだろう（共著）（佼成出版社）、差別のない世界を作る（国際社会のルール3）（旬報社）、アグネス・チャンの命を育むスープ（主婦の友社）
- 2008年、アグネスのはじめての子育て（近代映画社）、そこには幸せがもう生まれているから（潮出版社）、東京タワーがピンクに染まった日（現代人文社）
- 2009年、楽しい中国語（ロングセラーズ）
- 2013年、ブータン 幸せの国の子どもたち（東京書籍）
- 2014年、わたしもぼくも地球人〜みんな地球に生きるひとpart4〜（岩波ジュニア新書）、女性にやさしい日本になれたのか〜終わらない「アグネス子育て論争」〜（潮出版社）
- 2015年、ひなげしの終活 -人生の最期にどんな記号を付ける?-（パブラボ）
- 2016年、スタンフォード大に三人の息子を合格させた 50の教育法（朝日新聞出版）

## 出演

### 現在のレギュラー番組

#### テレビ
- 視点・論点（NHK教育：本放送・総合：再放送）
- 新報道2001（フジテレビ）
- 今夜はナゾトレ（フジテレビ） - 不定期出演
- テレビ寺子屋（テレビ静岡）
- 相席食堂

#### ラジオ
- アグネスのサニーサイドUP!（岐阜放送ラジオほか、日曜9:00 - 9:15ほか）

### 過去のレギュラー番組

#### テレビ
- はーい!アグネス（毎日放送）
- アグネス・チャンのHI!赤チャンネル（フジテレビ）
- ハロー! ワールド（NHK総合）
- アグネスの音楽に乾杯!（東海テレビ）
- 動物スクランブル（日本テレビ）司会
- 北島ウインクハート（2004年4月 - 2007年9月、テレビ東京）
- アグネスのミュージックサロン（ - 2006年1月、チバテレビ）
- アグネス・チャンと行く!!ぽかぽか中華街（TwellV）
- 24時間テレビ 「愛は地球を救う」（1985年 - 1990年、日本テレビ） - 総合司会
- NEWスタージャック!（テレビ東京） - 司会
- 地球大好き!大冒険!（テレビ朝日） - 司会
- オーケストラがやってきた（TBS）
- スター爆笑Q&A（読売テレビ）
- 午後は○○おもいッきりテレビ（日本テレビ）
- 壮絶バトル!花の芸能界（日本テレビ）
- 三枝のドバーッとファイト!!（毎日放送）
- ありがとッ!（tvk）（月曜日、月1回の出演）

##### 準レギュラー
- たけし・逸見の平成教育委員会（フジテレビ） - 生徒（解答者）役
- なるほど!ザ・ワールド（フジテレビ） ※エンディング曲に「愛のハーモニー」が使用される。
- クイズ!ヘキサゴンII（フジテレビ）
- クイズ赤恥青恥（テレビ東京）
- 欽ちゃんの仮装大賞（日本テレビ） - 審査員として8回出演。

#### ラジオ
- アグネス・カメのチャンチャンポップス→アグネス・ヒデボウのチャンチャンポップス（ニッポン放送）
- おはようアグネス（ニッポン放送）
- ヤッホーアグネス（ニッポン放送）
- Changeの瞬間 〜がんサバイバーストーリー〜 （2020年12月20日・27日、朝日放送ラジオ）[32]
- アグネスの点心Time（FM横浜）
- ASIAN EXPRESS（ラジオたんぱ）

#### インターネット番組
- アグネス大学（運営：アグネス大学事務局[33]、2009年4月-2011年3月）

### NHK紅白歌合戦出場歴
| 年度/放送回               | 曲目                   | 対戦相手       |
| ------------------------- | ---------------------- | -------------- |
| 1973年（昭和48年）/第24回 | ひなげしの花           | 郷ひろみ       |
| 1974年（昭和49年）/第25回 | ポケットいっぱいの秘密 | 中条きよし     |
| 1975年（昭和50年）/第26回 | 愛の迷い子             | フォーリーブス |

### 映画
- 大事件だよ全員集合!!（1973年、松竹） - 歌手 役

### ドラマ
- 1975年 NET 『おじさま！愛です』 - アグネス・チャン 役 ※テーマ曲「美しい朝がきます」
- 1975年 TBS『白い地平線』 - アグネス・チャン 役
- 1975年 NET『二人の事件簿』（単発ゲスト出演）
- 1976年 ABC『新・二人の事件簿 暁に駆ける!』 - メイリン 役
- 1982年 関西テレビ『花王名人劇場 ザ・ぼんちの母をたずねて三千里-香港編-』（単発ドラマ）
- 1982年 TBS、イタリアRAI他 『マルコ・ポーロ　シルクロードの冒険』（3回連続。中国では劇場映画化） - 華南の娘・芝蘭 役
- 1983年 ABC『年忘れ必殺スペシャル 仕事人アヘン戦争へ行く 翔べ!熱気球よ香港へ』 - 清国貿易商の娘・お春 役
- 1984年 NHK総合『山河燃ゆ』 - 喫茶店員・張美齢 役
- 1989年 日本テレビ『空飛ぶ母子企業』（単発ドラマ）
- 2007年 日本テレビ『火曜ドラマゴールド』「現代に甦った闇の死置人 あなたの怨み晴らします」 - 死置人・アグネス・チャン 役

### CM

#### テレビCM
- ペプシ・ジェネレーション（ペプシコーラ）
- ダイヤモンド毛糸（東洋紡）
- キャンロップ（サクマ製菓）
- ペプシコーラ、ミリンダ（ペプシコ）
- ポピーちゃん（ポピー）[注 19]
- フルーツソーダ（サントリー）
- サブレ、スイートポテトケーキ・プチマドレーヌ、ビクトリア、ファミリーナ（明治製菓(現明治)）
- ボブ（カネボウフーズ）
- ぐんぐんデスク（チトセ）
- ドレミアグネス（ブリヂストンサイクル）
- パルキー（伊藤ハム）
- クノール 中華スープ（1985年頃 - 、味の素）
- Cook Do 干焼蝦仁（1993年頃 - 、味の素）※ ナレーション
- ウルトラムーニー、エアーウイック（ユニ・チャーム）
- ドレッサー、メルヘン（花王）
- ピコレット、ピンキー（ライオン）
- 三菱電機
- ECCジュニア（ECC総合教育機関）
- 天神（タオ）
- DHA&EPA＋セサミンEX（サントリーウエルネス）

#### CMソングのみ
- チェルシー（明治製菓(現明治)）
- ポテトチップス（湖池屋）
- たいこバン（キングジム）
- サントリービール（サントリー）「愛のハーモニー」とカップリングの「スノー・フレイクス」が使用される。
- 冷しゃぶドレッシング（ハウス食品）
- 十六茶（アサヒ飲料）